# Дело Эйленбурга

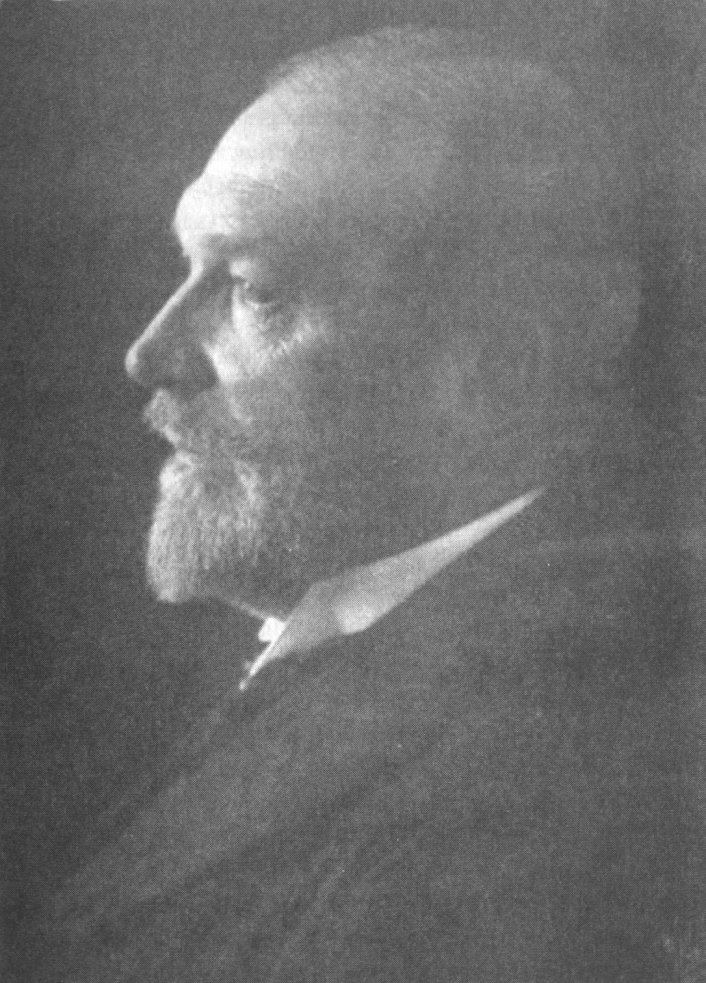
Филипп Фридрих Ойленбург

Дело Эйленбурга — общественная полемика в Германии вокруг серии военных трибуналов и пяти гражданских судебных процессов по обвинению в гомосексуальном поведении и сопутствующих судебных разбирательств по делу о клевете между видными членами кабинета и окружением императора Вильгельма II в течение 1907—1909 года.
Дело было сосредоточено на обвинениях журналиста Максимилиана Гардена в гомосексуальном поведении между близким другом императора Филиппом цу Эйленбургом и генералом Куно, графом фон Мольтке. Обвинения и ответная критика быстро множились, и фраза «Круглый стол Либенберга» стала использоваться для обозначения гомосексуального круга общения вокруг императора.
Дело получило широкую огласку и часто считается самым большим внутренним скандалом в имперской Германии. Это привело к одному из первых крупных публичных обсуждений гомосексуальности в Германии, сравнимых с судом над Оскаром Уайльдом в Соединенном Королевстве.

## Статьи в журнале Die Zukunft
6 апреля 1906 года Максимилиан Харден опубликовал в своем журнале Die Zukunft (Будущее) статью под названием «Вильгельм дер Фридлих». В статье Харден утверждал, что правительство Империи не может успешно проводить свою политическую линию, потому что, среди прочего, политические представители страны, в частности Вильгельм II, слишком часто и слишком яростно заверяли другие страны, что к Германии только мирные намерения. Его письменные нападки усилились после того, как Германия на конференции в Альхесирассе 1906 года признала Марокко находящимся в сфере французского влияния, что было для Германии крупным внешнеполитическим фиаско, а на частном обеде во дворце Либенберг, который принадлежал немецкому политику и дипломату принцу Ойленбургу, Вильгельм II встретился с первым секретарем французского посольства, графом Раймоном Леконтом.
17 ноября 1906 года Харден в новой статье обвинил Либенбергский кружок в серии неудач во внешней политике Германии, поскольку через личные контакты данный кружок оказывал большое влияние на политику Германии. Только знающие люди понимали, что Харден имел в виду гомоэротические отношения, поддерживаемые членами кружка Либенберга. Особенно отчетливо были намеки на Куно фон Мольтке. Харден упрекает Ойленбурга, среди прочего, в том, что он «болезненный романтик со спиритуалистическими наклонностями». За этими нападками на Ойленбурга стояла широко распространенная в то время точка зрения, что у гомосексуалов мягкий характер, что они не способны решительно использовать власть. Во влиятельных кругах берлинской придворной аристократии эти инсинуации были хорошо поняты и вызвали большой интерес.
Бернхард фон Бюлов, который в то время был канцлером Империи и который давно дружил с Ойленбургом, сначала пытался предотвратить распространение скандала и полагал, что интерес к откровениям Хардена скоро утихнет, но он прекрасно понимал, что обвинение в гомосексуальности близкого друга императора дискредитировало положение императора и сделало ему еще более трудным управление внешней и внутренней политикой государства. Только в начале мая 1907 года слухи достигли самого императора Вильгельма II через наследного принца. Он потребовал от императора отстранить пострадавших и судебного разъяснения обвинений, что вызвало обширные сообщения в прессе и последовавшего за этим скандала.

## Причины
Причины, которые заставили редактора и журналиста Хардена написать свои статьи в Die Zukunft, остаются предметом дискуссий и разногласий. Для некоторых Харден рассматривается как инструмент группы интересов вокруг Отто фон Бисмарка, который на момент скандала уже умер, в то время как другие историки считают, что статьи Хардена являются выражением реального недовольства внешней политикой Германии.
Вильгельм II отказался от «железного канцлера», который проводил реальную политику антибританских договоров и конвенций в 1890 году. Он заменил автократическое правительство Бисмарка собственным так называемым личным полком и проводил экспансионистскую и морскую политику, основанную на английском примере. Ойленбург, который был антиимпериалистом и англофилом, был повышен от простого члена дипломатического корпуса до посла. Он стал одним из самых важных советников Вильгельма II и неоднократно пытался вести его на более мирный и дружественный курс с англичанами. Как и многие другие, Бисмарк осознавал, что отношения между Вильгельмом II и Ойленбургом были особенными и «не должны быть изложены на бумаге». Он видел, как молодого императора советуют клики, политику которых он отвергал. Бисмарк уже занял позицию, частично косвенными методами, против либеральных и парламентских взглядов императрицы Виктории, дочери английской королевы Виктории I и матери Вильгельма II. Сообщается, что Бисмарк предоставил Хардену информацию о гомоэротических отношениях Круга Либенберга.
Харден дождался 1902 года, чтобы лично шантажировать Ойленбурга, чтобы тот оставил свой пост посла в Вене; в противном случае все его поведение было бы выставлено на всеобщее обозрение. Ойленбург уступил, ушел в отставку «по состоянию здоровья» и временно отошел от общественной жизни. После повторного появления Ойленбурга на Алжирской конференции в 1906 году Харден повторил свои угрозы. Ойленбург отреагировал своим отъездом в Швейцарию.
Ряд историков, включая Вольфганга Моммзена, отвергают такую интерпретацию событий как чрезмерно умозрительную. По словам Моммзена, уход Эйленбурга из политической жизни в 1902 году был связан, прежде всего, с тем, что брачный скандал между его ближайшими родственниками принес опасность того, что начнутся разговоры о его гомосексуальности. Согласно морали того времени, это повлекло бы за собой общественное социальное и политическое презрение. Моммзен утверждает, что Харден пришел к убеждению в 1906 году, что дипломатическая стратегия правительства во время Первого марокко-кризиса потерпела неудачу, особенно из-за того, что Вильгельм II, находившийся под влиянием кружка Либенберга, не хотел рисковать войной с Францией. Для Хардена гомосексуальность была средством дискредитации кликов вокруг императора.
7 ноября 1906 года Харден опубликовал статью, в которой он инсинуировал насчет гомосексуальных отношений между Ойленбургом и императором, а также возложил ответственность за провалы в политике на Ойленбурга и созданную им клику Либенберга за пределами Германии. Харден получил дополнительную информацию из обширных протоколов Фридриха Августа фон Гольштейна, с которым он помирился летом того же года.
В период с 1906 по 1907 год шесть офицеров покончили жизнь самоубийством после шантажа. Они пытались избежать участи еще 20 человек, которых в предыдущие годы судили военные суды исключительно за их сексуальную ориентацию. Хуже этих скандалов было для Хардена только то, что Ойленбург вернулся в Германию, чтобы получить Высокий орден немецкого орла.

## Предпосылки

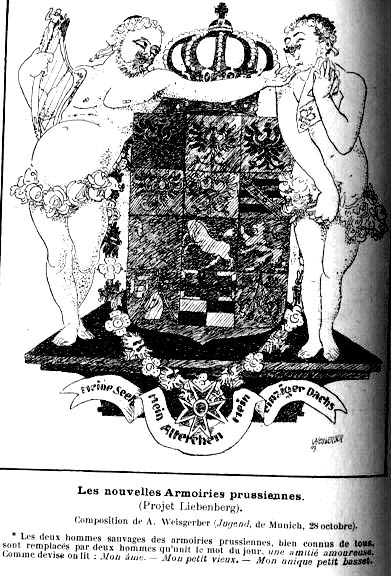
Карикатура, в которой Харден представлял Ойленбурга и Мольтке по обе стороны прусского щита.

27 апреля 1907 года Харден публично разоблачил Ойленбурга. Он заявил, что ранее опубликованная карикатура (рисунок справа) относилась к Ойленбургу (с арфой) и его «возлюбленной» Куно фон Мольтке. Были осуждены Георг фон Хюльсен, интендант Королевского театра, фон Штюкрадт, помощник наследного принца, и Бернхард фон Бюлов.
Вильгельм II, который уже был возмущен судебными процессами над майором графом Линаром, офицером, и генерал-лейтенантом Вильгельмом Графом фон Гохенау, командиром гвардейского полка — оба родственники императора — потребовал список тех, кого обвиняли в гомосексуальности. Это был тот же список, который в более длинной и полной версии уже представил шеф берлинской полиции Леопольд фон Меершайд-Хюллессем, чтобы продемонстрировать бессмыслицу параграфа 175, закона, запрещающего мужеложство. Вильгельм II потребовал от военных Линара, Гохенау и Мольтке, которые значились в списке, уйти в отставку, а от Ойленбурга, который также был в списке, потребовал разъяснений.
Мольтке подал в суд на Хардена за клевету. Ойленбург отрицал свою вину и обратился, как того требует параграф 175, к соответствующему прокурору. Как и ожидалось, расследование пришлось прекратить в июле 1907 года из-за отсутствия доказательств.

## Судебные процессы

### Мольтке против Хардена
С 23 по 29 октября 1907 г. среди свидетелей, дававших показания, были бывшая жена Мольтке, Лили фон Эльба, с которой он расстался 9 лет назад, рядовой Боллхардт и доктор Магнус Хиршфельд. Г-жа фон Эльбе заявила, что Мольтке выполнял свои брачные обязательства только в течение первых двух ночей, что у Мольтке была очень близкая дружба с Ойленбургом и что она не знала о гомосексуальности своего бывшего мужа. Боллхардт описал вечеринки с шампанским в особняке Линара, в которых участвовали Гохенау и Мольтке. Хиршфельд, который присутствовал в зале суда в качестве научного эксперта, заявил, что на основании своих наблюдений в зале суда и заявления фон Эльбе Мольтке проявил «бессознательные гомосексуальные наклонности с выраженным платоническим характером», хотя он никогда не практиковал это. 29 октября суд постановил, что Мольтке — гомосексуал, а Харден невиновен.
Приговор был признан недействительным из-за процессуальных нарушений, и процесс пришлось повторить.

### Бюлов против Бренда
Адольф Бранд, создатель первого гомосексуального журнала Der Eigene, опубликовал брошюру, в которой утверждал, что Бюлов из-за его сексуального поведения и поцелуя Шеффера на встрече, организованной Ойленбургом, подвергался шантажу. Бранд утверждал, что Бюлов имел моральное обязательство публично выступить против § 175.
В процессе, который состоялся 6 ноября 1907 года, Бранд отрицал обвинение в клевете на том основании, что называть кого-то гомосексуалом не было клеветой и, следовательно, он не назвал Бюлова чем-то плохим. Ойленбург заявил в процессе, что у него большая дружба с Бюловом. Но он также заявил, что никогда не вступал в сексуальные отношения с Бюловом, и под присягой повторил, что никогда не действовал против § 175. Бранд был признан виновным в диффамации и приговорен к 18 месяцам тюремного заключения.

### Мольтке против Хардена
С 18 по 25 декабря 1907 года процесс между Мольтке и Харденом повторился. Поскольку у госпожи де Эльбе была диагностирована классическая истерия, а Хиршфельд отказался от своего более раннего показания, оба показания были дискредитированы. Харден был признан виновным в диффамации и приговорен к четырем месяцам тюремного заключения.

### Харден против Штеделе
21 апреля 1908 года Харден попытался доказать гомосексуальность Ойленбурга. Он убедил Антона Штеделе, коллегу из Баварии, опубликовать статью, в которой утверждалось, что Ойленбург заплатил за молчание Хардена. Затем Харден обвинил своего сообщника в клевете в Мюнхене. Несмотря на то, что этот процесс не имел ничего общего с делом в целом, были взяты показания Георга Риделя и Якоба Эрнста, которые утверждали, что в молодости имели сексуальные отношения с Ойленбургом.
Осуждения Штеделе следовало ожидать, и Харден вернул ему штраф в размере 100 марок. Однако на Ойленбурга была подана жалоба за лжесвидетельство, и 7 мая 1908 года началось судебное разбирательство.

### Ойленбург
29 июня 1908 г. после первого из 41 свидетеля, включая Эрнста и десяти свидетелей, которые описали наблюдение за Ойленбургом через замочную скважину в 1887 году, судебное разбирательство было отложено из-за плохого здоровья Ойленбурга. Его положили на больничную койку 17 июля, затем судебное разбирательство вновь отложили. Судебный процесс был отложен на неопределенный срок в 1919 году; до этого момента Ойленбург дважды в год проходил медицинское обследование, чтобы определить, достаточно ли он здоров, чтобы предстать перед судом.

### Мольтке против Хардена
Апрель 1909 г. Дата суда изначально была назначена на 24 ноября 1908 года, но была отложена. Без особых усилий со стороны прессы Харден был снова признан виновным и оштрафован на шестьсот марок плюс сорок тысяч марок судебных издержек, в то время как Мольтке был реабилитирован на глазах у общественности.

## Последствия
Стресс во время судебных разбирательств повлек за собой серьезные заболевания большинства участников в 1908 г.
Дело Ойленбурга было представлено как один из примеров использования гомосексуальности как средства для достижения определенных политических целей. Как позже заметила жена Ойленбурга: «Они бьют моего мужа, но их цель — император» .